# Aleucosia dorsalis
Aleucosia dorsalis är en tvåvingeart som först beskrevs av Walker 1849.  Aleucosia dorsalis ingår i släktet Aleucosia och familjen svävflugor. Inga underarter finns listade i Catalogue of Life.